# Trnovany (Žatec)
Trnovany (německy Trnowan) jsou malá vesnice a část města Žatec v okrese Louny. Nachází se asi 4,5 kilometru východně od Žatce. Okolí vsi je charakteristické dlouhodobou tradicí pěstování a zpracování chmele, díky které se roku 2023 Trnovany staly součástí regionu Krajina žateckého chmele zapsaného na seznam světového dědictví. Trnovany leží v katastrálním území Trnovany u Žatce o rozloze 0,92 km².

## Název
Název vesnice je odvozen ze spojení ves trnovanů, tj. lidí, kteří žijí na trnové hoře nebo stráni. V historických pramenech se vyskytuje ve tvarech Trinouaz (1088), Tirnowaz (1222), de Tirnonan (1238), de Trinouan (1268), in Trnowan (1377), in Trnowanech (1448), w Trnowanech (1543), Trnowany (1629), Tyrnowan, Trnowany nebo Türnowan (1846).

## Historie
První písemná zmínka o vesnici pochází z roku 1088.

## Obyvatelstvo
Při sčítání lidu v roce 1921 zde žilo 233 obyvatel (z toho 113 mužů), z nichž bylo 74 Čechoslováků a 159 Němců. Kromě devíti židů a sedmi lidí bez vyznání byli římskými katolíky. Podle sčítání lidu z roku 1930 měla vesnice 230 obyvatel: 88 Čechoslováků, 141 Němců a jednoho cizince. Z nich bylo 214 římských katolíků, dva evangelíci, devět členů církve československé, dva židé a tři lidé bez vyznání.
| Rok            | 1869 | 1880 | 1890 | 1900 | 1910 | 1921 | 1930 | 1950 | 1961 | 1970 | 1980 | 1991 | 2001 | 2011 | 2021 |
| -------------- | ---- | ---- | ---- | ---- | ---- | ---- | ---- | ---- | ---- | ---- | ---- | ---- | ---- | ---- | ---- |
| Počet obyvatel | 177  | 195  | 220  | 192  | 161  | 233  | 230  | 80   | 104  | 110  | 66   | 28   | 32   | 31   | 26   |
| Počet domů     | 23   | 23   | 23   | 28   | 27   | 27   | 29   | 19   | 18   | 18   | 17   | 10   | 11   | 15   | 15   |

## Doprava
Vesnicí vede silnice II/225, z níž odbočuje silnice III. třídy k mostu přes Ohři u Zálužic, a železniční trať Lužná u Rakovníka – Chomutov se zastávkou Trnovany.

## Pamětihodnosti
- Socha svatého Jana Nepomuckého u domu čp. 23
- Sušárna chmele Hassmann